# 三河尖镇
三河尖镇是中华人民共和国河南省固始县下辖的一个镇，位于固始县最北端，距离固始县城42公里，北距安徽省阜阳市区50公里，距阜阳机场50km、东距济广高速公路G35（济南—广州）10KM、105国道9KM。204省道、淮河中游主航道在境内形成十字交通骨架，改建后年吞吐量70万吨的淮河望岗码头，已建成并投入使用。全镇面积79.2平方公里，总户籍人口3.9万，常驻人口4.5万，现辖徐桥街道、望岗街道2个居委会，三河尖工业园区1个，以及马营、汤岗、常岗、翁棚、望岗、建湾、三淮、黄营、王楼、蚌山、黄寨、王棚、周营、韩井、万圩、港口、谷郢等17个行政村。因淮河、史灌河、泉河三条河流汇流于此而得名。境内建湾村海拔23米，是河南省海拔最低点。以柳编工艺、船舶制造、航运运输为特色产业。境内204省道和淮河主航道交叉，建有淮河望岗码头，可通水运。